# Hablainville
Hablainville település Franciaországban, Meurthe-et-Moselle megyében. Lakosainak száma 223 fő (2022. január 1.). Hablainville Réclonville, Azerailles, Brouville, Buriville, Flin, Pettonville és Vaxainville községekkel határos.

## Népesség
A település népességének változása:
| Lakosok száma | 209  | 162  | 162  | 199  | 217  | 221  | 219  | 213  | 217  | 223  |
|               | 1968 | 1982 | 1990 | 2006 | 2013 | 2015 | 2017 | 2019 | 2020 | 2022 |